# Общество синих рубашек
Общество синих рубашек (кит. 藍衣社), также известное как Общество практики Трёх Народных Принципов (кит. 三民主義力行社), Общество поддержки духа (кит. 勵志社) и китайское Общество Реконструкции (кит. 中華復興社), — секретная клика в китайской националистической партии Гоминьдан. Под руководством Чан Кайши она стремилась привести Гоминьдан и Китай к следованию идеологии фашизма и была также тайной полицией или военизированной силой.
Хотя на ранней стадии своего существования самые важные участники этого общества происходили из военной академии Вампу, к 1930-м годам его влияние простиралось на военную и политическую сферы, экономику Китая и общество. Взлёт и падение Общества голубых рубашек были быстрыми, но неясными: эта тема редко поднималась вновь как в Гоминьдане, так и в Коммунистической партии Китая после учреждения Китайской Народной Республики и утверждения Гоминьдана на Тайване.